# Vale do Ambroz
O Vale do Ambroz (em castelhano: Valle del Ambroz) é uma comarca da Espanha, na província de Cáceres, comunidade autónoma da Estremadura. Como o nome indica, ocupa o vale rio Ambroz, a sudoeste do Sistema Central espanhol. Confina com a norte com Castela e Leão (província de Salamanca) e com as comarcas estremenhas de Terras de Granadilla a oeste e Vale do Jerte a sul e leste. É cruzada pela Via da Prata, a principal rota histórica que une o norte e o sul do oeste espanhol.
Em 1996 foi constituída a Mancomunidade do Vale do Ambroz, da qual fazem parte apenas os oito municípios da margem direita do rio Ambroz. Os restantes municípios integram a Mancomunidade de Trasierra-Terras de Granadilla.
A capital da comarca histórica e da mancomunidade do Vale do Ambroz é Hervás.

## Municípios da comarca
| Município             | Área (km²) | População (2021) | Densidade (hab./km²) | Membro da Mancomunidade do Vale do Ambroz |
| --------------------- | ---------- | ---------------- | -------------------- | ----------------------------------------- |
| Abadia                | 45,1       | 359              | 8                    | sim                                       |
| Aldeanueva del Camino | 19,7       | 729              | 37                   | sim                                       |
| Baños de Montemayor   | 22,0       | 749              | 34                   | sim                                       |
| Cabezabellosa         | 33,6       | 344              | 10,2                 | não                                       |
| Casas del Monte       | 27,6       | 787              | 28,5                 | sim                                       |
| La Garganta           | 24,1       | 358              | 14,9                 | sim                                       |
| Gargantilla           | 20,9       | 374              | 17,9                 | sim                                       |
| La Granja             | 14,9       | 318              | 21,3                 | não                                       |
| Hervás                | 59,8       | 3 952            | 66,1                 | sim                                       |
| Jarilla               | 28,5       | 136              | 4,8                  | não                                       |
| Segura de Toro        | 15,4       | 190              | 12,3                 | sim                                       |
| Villar de Plasencia   | 25,2       | 239              | 9,5                  | não                                       |
| Zarza de Granadilla   | 133,6      | 1 792            | 13,4                 | não                                       |

Perto de Abadia encontra-se a vila histórica abandonada de Granadilla.